# El cura de aldea
El cura de aldea és una pel·lícula muda dramàtica espanyola dirigida per Florián Rey amb un argument basat en la novel·la folletinesca homònima del valencià Enrique Pérez Escrich. Fou estrenada el 14 de febrer de 1927 al Real Cinema Príncipe Alfonso de Madrid.

## Sinopsi
A un poble de la província de Salamanca, entre 1837 i 1848 durant les dues primeres guerres carlines. Una dona moribunda recorda la seva vida davant un sacerdot que li administra els darrers sacraments. Ángela, una noia camperola humil, es casa amb Gaspar, el fill d'un aristòcrata, però li amaga que el seu germà Antonio és un bandoler. Antonio mata el pare de Gaspar alhora que és mort per un dels familiars. Ángela mor en donar a llum un fill, que no és reconegut per Gaspar. El capellà del poble serà el seu educador i protector la resta de la seva vida.

## Repartiment
- Manuel Alares
- Leo de Córdoba
- Luis Infiesta
- Alfonso Orozco
- Rafael Pérez Chaves
- Carmen Rico
- Elisa Ruiz Romero
- Marina Torres
- Constante Viñas